# Rasch (Familienname)
Rasch ist ein deutscher Familienname.

## Namensträger
- Aiga Rasch (1941–2009), deutsche Illustratorin
- Albertina Rasch (1891–1967), US-amerikanische Tänzerin, Kompaniechefin und Choreografin
- Alice Ludwig-Rasch (1910–1973), deutsche Filmeditorin
- Björn Rasch (* 1975), Psychologe und Hochschullehrer
- Bodo Rasch (1903–1995), deutscher Architekt und Möbeldesigner
- Carla Meyer-Rasch (1885–1977), deutsche Schriftstellerin, Kunstsammlerin, Erzählerin, und Heimatforscherin
- Carlos Rasch (1932–2021), deutscher Science-Fiction-Autor
- Carola Rasch (* 1942), deutsche Schauspielerin
- Christian Rasch (* um 1968), deutscher Brauerei-Manager
- Christoph Ludwig Rasch (1584–1645), deutscher Offizier und Diplomat
- Dieter Rasch (* 1935), deutscher Mathematiker und Hochschullehrer
- Emil Rasch (1904–1971), deutscher Politiker (CDU), MdL
- František Rasch (1889–1918), Anführer des Matrosenaufstands von Cattaro
- Gabriel Rasch (* 1976), norwegischer Radrennfahrer
- Georg Rasch (1901–1980), dänischer Statistiker
- Gustav Rasch (Elektrotechniker) (1863–1939), deutscher Elektrotechniker
- Gustav Rasch (Schriftsteller) (1825–1878), deutscher Journalist und Reiseschriftsteller
- Harold Rasch (1903–1990), deutscher Rechtsanwalt und Publizist
- Heinrich Rasch (1840–1913), deutscher Maler
- Heinz Rasch (1902–1996), deutscher Architekt, Kunstsammler, Fachpublizist und Galerist
- Helmut Rasch (1927–2016), deutscher Fußballspieler
- Herbert Rasch (1915–1940), deutscher Fußballspieler
- Hermann Rasch (Stadtdirektor) (Johann Carl Hermann Rasch; 1810–1882), deutscher Verwaltungsbeamter, Stadtdirektor von Hannover
- Hermann Rasch (Landrat) (1859–1935), deutscher Verwaltungsbeamter, Landrat von Flensburg-Land
- Hermann Rasch (Journalist) (1914–1974), deutscher Marineoffizier
- Horst Rasch (* 1953), deutscher Politiker (CDU)
- Hugo Rasch (Komponist) (1873–1947), deutscher Musikschriftsteller und Komponist
- Hugo Rasch (Fabrikant), deutscher Unternehmer, Mitbegründer der Tapetenfabrik Gebr. Rasch
- Hugo Rasch (Politiker) (1913–1960), deutscher Politiker (SPD)
- Irmgard Rasch (1895–1985), deutsche Politikerin (KPD, SADP, SPD), Gewerkschafterin und Journalistin, siehe Irmgard Enderle
- Johann Rasch (~1540–1612), österreichischer Kleriker, Schriftsteller, Organist, Mathematiker und Buchhändler
- Johannes Rasch (1880–1958), deutscher Verwaltungsjurist und Landrat
- Julius Rasch, ein Pseudonym von Auguste Arens von Braunrasch (1824–1901), deutsche Schriftstellerin
- Julius Rasch (Landrat) (1825–1898), deutscher Bürgermeister von Nienburg an der Weser und Landrat
- Julius Rasch (Architekt) (1830–1887), deutscher Architekt und Baubeamter
- Julius Albert Rasch (1801–1882), Gerichtsamtmann in Düben und Mitbegründer des Kurpark Bad Düben
- Jürgen J. Rasch (1937–2015), deutscher Bauforscher
- Karl Rasch (1854–1931), deutscher Jurist
- Kurt Rasch (Politiker), deutscher Politiker, Mitglied der DVP
- Kurt Rasch (Komponist) (1902–1986), deutscher Komponist, Musikpädagoge und Tonmeister
- Lilo Rasch-Naegele (1914–1978), deutsche Graphikerin, Illustratorin und Malerin
- Mahmoud Bodo Rasch (* 1943), deutscher Architekt
- Manfred Rasch (* 1955), deutscher Archivar und Wirtschaftshistoriker
- Marco Rasch (* 1979), deutscher Kunsthistoriker
- Margarete Ersen-Rasch (1941–2017), deutsche Turkologin und Lehrbuchautorin
- Maria Rasch (1897–1959), deutsche Malerin
- Martin Rasch (* 1974), deutscher Pianist
- Michael Rasch (* 1970), deutsch-schweizerischer Wirtschaftsjournalist und
- Mikke Rasch (* 2005). deutscher Schauspieler
- Norbert Rasch (* 1971), polnischer Politiker
- Otto Rasch (Maler) (1862–1932), deutscher Maler und Graphiker
- Otto Rasch (1891–1948), deutscher Jurist, Ökonom und SS-Brigadeführer
- Patrick Rasch (* 1968), niederländischer Radrennfahrer
- Peder Rasch (1934–1988), dänischer Kanute
- Ray Rasch (1917–1964), US-amerikanischer Pianist und Arrangeur
- Stig Rasch (* 1967), norwegischer Handballspieler
- Tim Rasch (* 1998), deutscher Laiendarsteller
- Torsten Rasch (* 1965), deutscher Komponist
- Uwe Rasch (* 1957), deutscher Komponist und Videokünstler
- Walter Rasch (1942–2023), deutscher Politiker (FDP)
- Wilfried Rasch (1925–2000), deutscher forensischer Psychiater
- Wolfdietrich Rasch (1903–1986), deutscher Literaturhistoriker und Germanist
- Wolfgang Rasch (1934–2012), deutscher Verlagsbuchhändler
- Wolfgang Rasch (Germanist) (* 1956), deutscher Germanist